# Bakre högra Chahar
Bakre högra Chahar är ett mongoliskt baner som lyder under Ulanqab i den autonoma regionen Inre Mongoliet i nordvästra Kina.